# Křesťanství v Pobřeží slonoviny

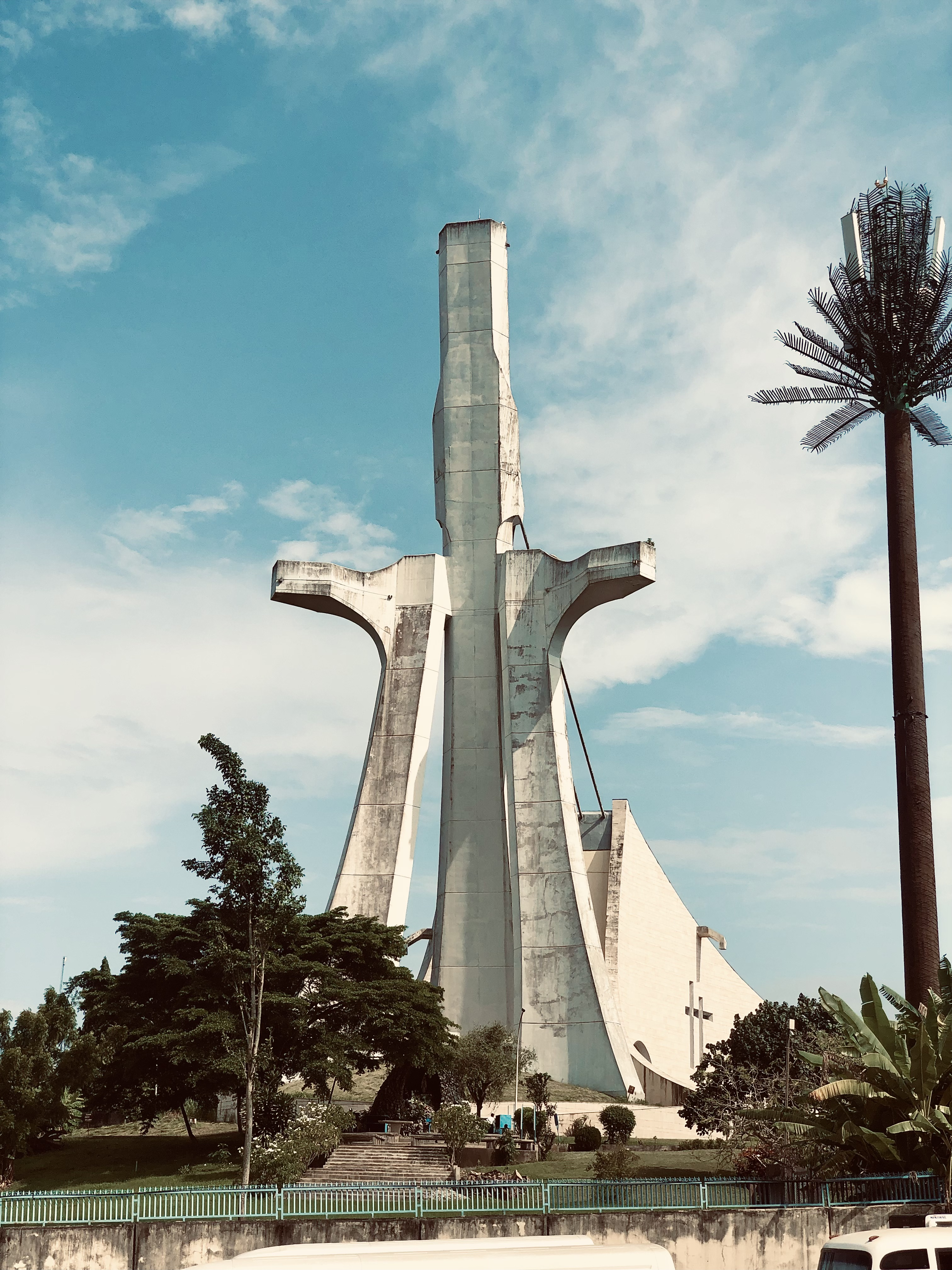
Katedrála svatého Pavla v Abidžanu

Křesťanství v Pobřeží slonoviny vyznává 33,9 % populace. Dominantní je především na jihu země.

## Římskokatolická církev
Přibližně 17,2 % populace Pobřeží slonoviny vyznává římskokatolickou církev. Původně se římskokatolická církev v Pobřeží slonoviny objevila na krátkou dobu v polovině 17. století. Znovu se do země dostala o dvě století později, když zde začali působit francouzští misionáři. První africká římskokatolická misie v Pobřeží slonoviny byla založena v roce 1895. První africký kněz byl vysvěcen v roce 1934. V 80. letech 20. století provozovala římskokatolická církev semináře a školy po celé zemi. Ačkoliv je Pobřeží slonoviny oficiálně sekulárním státem, prezident v roce 1990 vyjádřil hrdost nad výstavbou velké římskokatolické katedrály v Abidžanu a nad založením baziliky v Yamoussoukru. Některé vesnice také přijaly patrony, které uctívají o světských i náboženských svátcích.

## Protestantismus
V roce 2014 se přibližně 11,8 % populace považovala za Evangélique, což lze pravděpodobně nejlépe přeložit jako protestanti. Dalších 1,7 % populace se hlásilo k metodistům. Přibližně 0,5 % populace se hlásilo k harrismu a 0,4 % k Nebeské církvi Kristově.

### Harrismus
Největším protestantským hnutím v polovině 80. let 20. století byl harrismus, který v roce 1914 založil liberijský kazatel William Wadé Harris, jež hlásal víru podél pobřeží Ghany a Pobřeží slonoviny. Harris šel svým následovníkům příkladem tím, že vedl jednoduchý život a vyhýbal se bohatství. Odsuzoval používání amuletů a fetišů jako znaku modlářství a kázal proti cizoložství, krádežím a lhaní. Harrismus byl jednoduchý, celkem strohý styl křesťanství, který byl otevřený katolíkům i protestantům a nekázal otevřeně proti koloniální správě.
V roce 1915 byl Harris z oblasti vykázán koloniálním guvernérem. Tento čin oživil tuto církev a Harris po sobě nechal desítky malých kostelů. O deset let později se metodističtí misionáři spojili s Harrisem a pokusili se pokračovat v jeho práci. Harrisův úspěch zčásti spočíval v jeho etnickém původu, byl Afričanem, nepocházel ale z Pobřeží slonoviny a částečně proto, že konvertoval jak muže tak ženy, což dřívější křesťanští misionáři odsuzovali. Harrismus byl následně uznán jako podtyp metodismu.

### Církev Ježíše Krista Svatých posledních dní
Církev Ježíše Krista Svatých posledních dnů má v Pobřeží slonoviny více než 43 000 členů. V Abidžanu se staví chrám této církve, který má být dokončen v roce 2021 nebo 2022.